# I Hate Freaks Like You
I Hate Freaks Like You – album Dee Dee Ramone'a (jako Dee Dee Ramone I.C.L.C.), wydany w 1994 roku przez wytwórnię Rough Trade World Service. Argentyńska wersja płyty zawiera dodatkowo cztery utwory pochodzące z singla "Chinese Bitch".

## Lista utworów
1. "I'm Making Monsters for My Friends" (Dee Dee Ramone/Daniel Rey) – 2:42
2. "Don't Look in My Window" (Dee Dee Ramone/Daniel Rey) – 2:39
3. "Chinese Bitch" (Dee Dee Ramone/Andy Shernoff) – 1:47
4. "It's Not for Me to Know" (Dee Dee Ramone/Daniel Rey) – 3:02
5. "Runaway" (Dee Dee Ramone/Daniel Rey) – 3:44
6. "All's Quiet on the Eastern Front" (Dee Dee Ramone) – 2:17
7. "I Hate It" (Dee Dee Ramone/Daniel Rey) – 1:51
8. "Life Is Like a Little Smart Alleck" (Dee Dee Ramone/Daniel Rey) – 2:32
9. "I Hate Creeps Like You" (Dee Dee Ramone/Daniel Rey) – 1:46
10. "Trust Me" (Dee Dee Ramone/Daniel Rey) – 4:28
11. "Curse on Me" (Dee Dee Ramone/Daniel Rey) – 2:56
12. "I'm Seeing Strawberry's Again" (Dee Dee Ramone/Daniel Rey) – 4:02
13. "Lass Mich in Ruhe" (Dee Dee Ramone/John Carco/Nina Hagen) – 3:02
14. "I'm Making Monsters for My Friends" (version) (Dee Dee Ramone/Daniel Rey) – 2:35

Bonusy w wersji argentyńskiej (Sick Boy Records):
1. "Chinese Bitch" (Dee Dee Ramone/Andy Shernoff) – 1:29
2. "I Don't Wanna Get Involved with You" (Dee Dee Ramone) – 1:36
3. "That's What Everybody Else Does" (Dee Dee Ramone/Daniel Rey) – 2:37
4. "We're a Creepy Family" (Dee Dee Ramone/John Carco) – 1:20

## Skład
- Dee Dee Ramone – wokal, gitara
- John Cargo – gitara basowa
- Danny Arnold Lommen – perkusja

Gościnnie:
- Nina Hagen – dalszy wokal (13, 14)
- Jan Willem Eleveld – gitara (5, 10, 12)